# 4. август
4. август (4.08.) је 216. дан у години по грегоријанском календару (217. у преступној години). До краја године има још 149 дана.

## Догађаји
- 1578 — Покушај Португалије да заузме Мароко пропао је поразом у бици код Алказаркивира, у којој су погинули португалски краљ Себастијан, краљ од Феза и маварски претендент на престо.
- 1704 — У Рату за шпанско наслеђе, енглеско-холандске снаге су заузеле шпански град Гибралтар.
- 1789 — Парламент Француске је, током Француске револуције, укинуо све привилегије феудалаца.
- 1791 — Потписан је Свиштовски мир којим је одређена граница између Аустрије и Отоманског царства.
- 1870 — Завршен шаховски турнир у Баден-Бадену, Немачка победом Адолфа Андерсена.
- 1914 — Немачке трупе напале су Белгију, Уједињено Краљевство је објавило рат Немачкој, а САД су прогласиле неутралност. Почетак опсаде Лијежа.
- 1916 — Данска је за 25 милиона долара уступила САД део Западноиндијских острва, укључујући Девичанска острва.
- 1936 — Премијер Грчке Јоанис Метаксас је суспендовао парламент и устав и успоставио Четвртоавгустовски режим.
- 1944 — У скровишту у Амстердаму Гестапо је ухапсио породицу Франк и још четворо Јевреја и депортовао их у концентрациони логор. После рата откривен је дневни 14-годишње девојчице Ане Франк, који представља један од најпотреснијих докумената о страдању Јевреја у Другом светском рату.
- 1954 — Британски суперсонични борбени авион „Електрик Лајтнинг П-1“ извео је свој први лет.
- 1983 — Бетино Кракси је, као први социјалиста, преузео дужност премијера Италије, постигавши рекорд у дужини опстанка једне италијанске владе после Другог светског рата.
- 1992 — Милиони црнаца окончали су дводневни генерални штрајк против владе белаца у Јужној Африци, током којег је убијено 30 људи.
- 1993 — Јапанске власти извиниле су се званично женама које су током Другог светског рата служиле као сексуалне робиње јапанским војницима.
- 1993 — Снаге Војске Републике Српске су освојиле све кључне положаје на планини Игман изнад Сарајева и затвориле обруч око града.
- 1994 — Након што је Скупштина Републике Српске одбила мировни план Контакт групе за Босну, СР Југославија је прекинула политичке и економске односе са Републиком Српском и затворила границу на реци Дрини.
- 1995 — Хрватска војска је, у операцији „Олуја“, ушла у српску енклаву (Република Српска Крајина), зону под заштитом УН. Преко 250.000 Срба напустило је своје домове и кренуло, у највећем избегличком таласу у Европи од Другог светског рата, према Босни и СР Југославији.
- 1999 — У катастрофалним поплавама у Кини погинуло је више од 400 људи, а два милиона остало је без домова.
- 2000 — Британска краљица мајка Елизабета прославила је у Лондону 100. рођендан, као прва личност из краљевске породице која је проживела цео један век.
- 2001 —
  - Палестина је издала званично саопштење о обустави оружаних напада на Израел. Овај позив без преседана указао је на неслагање између палестинских званичника и милитантне палестинске струје око освете због израелских напада.
  - Председници Северне Кореје и Русије, Ким Џонг Ил и Владимир Путин, потписали су декларацију по којој се Северна Кореја мора придржавати мораторијума о ракетним пробама до 2003. године.

## Рођења
- 1792 — Перси Биш Шели, енглески песник, један од најзначајнијих представника енглеског романтизма. (прем. 1822)
- 1859 — Кнут Хамсун, норвешки књижевник, добитник Нобелове награде за књижевност (1920). (прем. 1952)
- 1884 — Анри Корне, француски бициклиста. (прем. 1941)
- 1890 — Марко Малетин, српски професор, секретар Матице српске, уредник Летописа Матице српске, управник Војвођанског архива и Народног позоришта Дунавске бановине. (прем. 1968)[1]
- 1900 — Елизабет Боуз-Лајон, британска краљица. (прем. 2002)
- 1901 — Луј Армстронг, амерички џез музичар и повремени глумац. (прем. 1971)
- 1904 — Хелен Кејн, америчка певачица и глумица. (прем. 1966)
- 1910 — Жорж Скригин, учесник Народноослободилачке борбе, редитељ, сценариста и фотограф-уметник. (прем. 1997)
- 1912 — Раул Валенберг, шведски архитекта, бизнисмен, дипломата и хуманитарац. (прем. 1945)
- 1935 — Војислав Максимовић, српски писац, есејиста и историчар књижевности. (прем. 2024)[2]
- 1936 — Миленко Матицки, српски новинар и књижевник. (прем. 2001)
- 1937 — Слободан Ивковић, српски кошаркаш и кошаркашки тренер. (прем. 1995)
- 1943 — Лаура Бјађоти, италијанска модна креаторка. (прем. 2017)
- 1955 — Били Боб Торнтон, амерички глумац, комичар, редитељ, сценариста и музичар.
- 1961 — Барак Обама, амерички правник и политичар, 44. председник САД.[3]
- 1965 — Фредрик Рејнфелт, шведски економиста и политичар, премијер Шведске (2006—2014).[4]
- 1965 — Михаел Скибе, немачки фудбалер и фудбалски тренер.
- 1969 — Макс Кавалера, бразилски музичар, најпознатији као певач и гитариста групe Sepultura.
- 1972 — Предраг Ђорђевић, српски фудбалер.
- 1981 — Меган Маркл, америчка глумица.
- 1981 — Абигејл Спенсер, америчка глумица.
- 1983 — Грета Гервиг, америчка глумица, редитељка, сценаристкиња и продуценткиња.
- 1985 — Лидија Бачић, хрватска певачица.
- 1992 — Дилан Спраус, амерички глумац
- 1993 — Стефан Јанковић, српско-канадски кошаркаш.
- 1994 — Емилија Баранац, српско-канадска глумица и модел.
- 1994 — Мет Томас, амерички кошаркаш.
- 1995 — Бруна Маркезине, бразилска глумица и модел.
- 1995 — Марко Тејић, српски кошаркаш.
- 2003 — Марко Миловановић, српски фудбалер.

## Смрти
- 1875 — Ханс Кристијан Андерсен, дански писац, најпознатији као писац бајки. (рођ. 1805)
- 1890 — Иван Мажуранић, хрватски песник, лингвиста и политичар. (рођ. 1814)[5]
- 1948 — Милева Марић Ајнштајн, српска физичарка и математичарка. (рођ. 1875)
- 1962 — Мерилин Монро, америчка глумица, певачица, модел и забављачица. (прем. 1926)
- 1977 — Ернст Блох, немачки филозоф, зачетник филозофије утопизма. (рођ. 1885)
- 1981 — Мелвин Даглас, амерички глумац. (рођ. 1901)
- 2019 — Светислав Вуковић, српски радијски и ТВ водитељ, новинар и текстописац. (рођ. 1936)
- 2020 — Рајко Дујмић, хрватски музичар, најпознатији као вођа групе Нови фосили. (рођ. 1954)

## Празници и дани сећања
- Српска православна црква слави:
  - Марију Магдалену
  - Свештеномученика Фоку
  - Преподобног Корнилија Перејаславског
  - Свету мученицу Маркелу